# 俳人協会評論賞
俳人協会評論賞（はいじんきょうかいひょうろんしょう）は、俳人協会が俳人協会賞、俳人協会新人賞とともに開催している俳句評論賞。協会会員による評論的著作が選考対象。1979年に第一回を開催。当初は隔年で行われていたが、1993年より毎年行われるとともに新人賞も選出するようになった。

## 受賞一覧
- 第1回（1979年）- 松本旭 『村上鬼城の研究』
- 第2回（1981年）- 桑原視草 『出雲俳壇の人々』
- 第3回（1983年）- 小室善弘 『漱石俳句の評釈』
- 第4回（1985年）- 村松友次 『芭蕉の手紙』、室岡和子 『子規山脈の人々』
- 第5回（1987年）- 平井照敏 『かな書きの詩』
- 第6回（1989年）- 長谷川櫂 『俳句の宇宙』（奨励賞）
- 第7回（1991年）- 杉橋陽一 『剥落する青空』
- 第8回（1993年）- 堀古蝶 『俳人松瀬青々』
  - 新人賞 - 片山由美子 『現代俳句との会話』
- 第9回（1994年）- 大串章 『現代俳句の山河』
  - 新人賞 - 足立幸信 『狩行俳句の現代性』、筑紫磐井 『飯田龍太の彼方へ』
- 第10回（1995年）- 澤木欣一 『昭和俳句の青春』、成瀬櫻桃子 『久保田万太郎の俳句』
  - 新人賞 - 中田水光 『芥川龍之介文章修行』
- 第11回（1996年）- 茨木和生 『西の季語物語』
  - 新人賞 - 松岡ひでたか 『竹久夢二の俳句』
- 第12回（1997年）- 石原八束 『飯田蛇笏』、渡辺勝 『比較俳句論 日本とドイツ』
  - 新人賞 - 見目誠 『呪われた詩人 尾崎放哉』
- 第13回（1998年）- 川崎展宏 『俳句初心』
  - 新人賞 - 中岡毅雄 『高浜虚子論』
- 第14回（1999年）- 正木ゆう子 『起きて、立って、服を着ること』、蓬田紀枝子 『葉柳に...』
- 第15回（2000年）- 栗田靖 『河東碧梧桐の基礎的研究』
- 第16回（2001年）- 阿部誠文 『ソ連抑留俳句 人と作品』 、西嶋あさ子 『俳人 安住敦』
- 第17回（2002年）- 星野恒彦 『俳句とハイクの世界』、柴田奈美 『正岡子規と俳句分類』
- 第18回（2003年）- 坂本宮尾 『杉田久女』 
  - 新人賞 - 櫂未知子 『季語の底力』
- 第19回（2004年）- 西村和子 『虚子の京都』
  - 新人賞 - 小川軽舟 『魅了する詩型 現代俳句私論』
- 第20回（2005年）- 田島和生 『新興俳人の群像』
- 第21回（2006年）- 片山由美子 『俳句を読むということ』、仁平勝 『俳句の射程』
- 第22回（2007年）- 小澤實 『俳句のはじまる場所』
  - 新人賞 - 高柳克弘 『凛然たる青春』
- 第23回（2008年）- 綾部仁喜 『山王林だより』、栗林圭魚 『知られざる虚子』
  - 新人賞 - 岸本尚毅 『俳句の力学』
- 第24回（2009年）- 角光雄 『俳人青木月斗』、日野雅之 『松江の俳人・大谷繞石』
- 第25回（2010年）- 中坪達哉 『前田普羅』
- 第26回（2011年）- 岸本尚毅 『高浜虚子 俳句の力』、中岡毅雄 『壺中の天地』
- 第27回（2012年）- 筑紫磐井 『伝統の探求〈題詠文学論〉』 、中村雅樹 『俳人 橋本鷄二』
- 第28回（2013年）- 仲村青彦 『輝ける挑戦者たちー俳句表現考序説ー』
  - 新人賞 -  長嶺千晶 『今も沖には未来あり　中村草田男句集「長子」の世界』
- 第29回（2014年）- 岩淵喜代子 『二冊の「鹿火屋」―原石鼎の憧憬』、榎本好宏 『懐かしき子供の遊び歳時記』
  - 新人賞 -  青木亮人 『その眼、俳人につき』
- 第30回（2015年）- 依田善朗 『ゆっくりと波郷を読む』
- 第31回（2016年）-  該当なし
- 第32回（2017年）- 今井聖『言葉となればもう古し－加藤楸邨論』、本井英『虚子散文の世界へ』
- 第33回（2018年）- 青木亮人『近代俳句の諸相－正岡子規、高浜虚子、山口誓子など－』
- 第34回（2019年）- 角谷昌子『俳句の水脈を求めて－平成に逝った俳人たち－』
- 第35回（2020年）- 井上弘美『読む力』、南うみを『神蔵器の俳句世界』
- 第36回（2021年）- 西田もとつぐ『満洲俳句 須臾の光芒』、根本文子『正岡子規研究―中川四明を軸として』
- 第37回（2022年）- 荒川英之『沢木欣一 十七文字の燃焼』、渡辺香根夫『草田男深耕』
- 第38回（2023年）- 大関博美『極限状況を刻む俳句』
- 第39回（2024年）- 小川軽舟『名句水先案内』、村上喜代子『大野林火論ー抒情とヒューマニズム』
  - 新人賞 -  中本真人 『新潟医科大学の俳人教授たち』